# Ataque ao Resorts World Manila em 2017
O atentado no complexo Resorts World Manila na capital das Filipinas, Manila, ocorreu durante a madrugada de 2 de junho de 2017 (horário local). A rede britânica BBC, a Reuters e a France Presse (AFP) informaram que ao menos 36 pessoas morreram no atentado, por intoxicação, após um homem incendiar várias mesas no complexo.

## Ataque
O criminoso, que atuou sozinho, entrou armado com uma carabina M4, e foi até a área onde funcionava um cassino, no 2°andar. Ele atirou contra um monitor de televisão, espalhou gasolina em uma mesa de apostas e ateou fogo. Depois, atirou novamente em direção ao local onde as fichas de jogo estavam, e colocou várias fichas dentro de uma mochila. De acordo com a Polícia, o criminoso teria levado cerca de 113 milhões de pesos filipinos, equivalente a US$ 2,3 milhões de dólares.
Na fuga, pelo menos 54 se feriram, vários tiros foram disparados, mas ninguém foi atingido.
A ação foi reivindicada pelo grupo terrorista Estado Islâmico (EI), segundo a sua agência de notícia, Amaq, após autoridades filipinas afirmarem não haver qualquer envolvimento de militantes do grupo.
Para algumas autoridades do país, não se trata de um ataque terrorista e sim de uma tentativa de "roubo".
Porém, o chefe da polícia nacional afirmou que é possível que tenha sido o grupo, para ajudar em sua propaganda ao terrorismo.

## Reação
O presidente americano, Donald Trump, manifestou sua tristeza e suas condolências às vítimas, classificando o ataque como "terrorista". "É realmente muito triste o que está acontecendo em todo mundo com o terrorismo. Nossos pensamentos e orações estão com os afetados", lamentou Donald Trump.
Após o ataque, autoridades reforçaram a segurança do Aeroporto Internacional Ninoy Aquino, próximo ao cassino, do Palácio de Malacañang - residência oficial do governo Filipino -, embaixadas e ministérios, entre outros lugares de Manila.